# Феликс (Аквитания)
Вижте пояснителната страница за други личности с името Феликс.
Феликс (Felix, † 670) е патриций от Тулуза по времето на Меровингите и първият независим херцог на Аквитания през 660 – 670 г.
Той последва през 660 г. херцог Бодогизел. Феликс е васал на Меровингите, присъединява Херцогство Гаскона към Аквитания. Последван е през 670 г. от Луп I.